# Johnny Wilson
John „Johnny” Wilson (ur. 14 czerwca 1929 w Kincardine, Kanada, zm. 27 grudnia 2011 w Detroit, USA) - zawodowy kanadyjski hokeista, który grał na pozycji napastnika w klubach: Detroit Red Wings, Chicago Blackhawks, Toronto Maple Leafs i New York Rangers oraz był trenerem w Detroit Red Wings. Prowadził drużynę w 145 meczach. Sam jako zawodnik zdobył 332 punkty w 668 spotkaniach oraz 4 razy zdobył Puchar Stanleya w: 1949-1950, 1951-1952, 1953-1954 i 1954-1955.